# Cyperus xerophilus
Cyperus xerophilus är en halvgräsart som beskrevs av Henri Chermezon. Cyperus xerophilus ingår i släktet papyrusar, och familjen halvgräs. Inga underarter finns listade i Catalogue of Life.